# دهمرو
قرية دهمرو هي إحدى القرى التابعة لمركز مغاغة بمحافظة المنيا في جمهورية مصر العربية. حسب إحصاءات سنة 2006، بلغ إجمالي السكان في دهمرو 12645 نسمة، منهم 6654 رجلا و5991 امرأة.